# 臺東農場
23°07′10.0″N 121°12′39.5″E / 23.119444°N 121.210972°E
臺東農場為中華民國國軍退除役官兵輔導委員會轄下的營利事業機構，轄區涵蓋花蓮縣的花蓮分場、臺東縣的池上場本部、知本分場，以及東河休閒農莊等，兩縣市總轄區面積3千餘公頃，目前以土地活化管理、觀光事業、及生產農產品為主要發展方向。其中池上場本部設有辦公中心、生產工廠、育苗區等，並有自強園、標本園、噴水池、花園等造景，素有「池上公園」之稱。

## 沿革
1950至1960年代間，中華民國政府實行國軍官兵精簡政策，為安置大量退除役官兵，逐利用政府撥用之荒地進行開墾，於1954年3月1日臺東縣境內兵工墾區及部隊公田土地計890餘公頃，成立「臺東大同合作農場」，隸屬於國防部轄下總政治部第9組（農墾組），當時屯墾區範圍包含池上鄉、東河鄉都蘭、成功鎮八里、臺東市，以及知本美和地區等，農場編制上設立直屬中隊，職員43人、場員360人。
1954年12月1日臺東大同合作農場改隸屬於行政院國軍退除役官兵輔導委員會轄下，並更名為「池上大同合作農場」。1961年2月1日池上大同合作農場改隸臺灣省政府合作事業管理處，1963年4月1日再度撥回給退輔會。同年6月起開始接收臺灣省政府東部土地開發處撥交之大南墾區，並分設知本、大南2個輔導區，下轄55個生產小組，同年11月再擴充安置增加5個生產小組。1955年3月1日退輔會於鹿野鄉成立「鹿野大同合作農場」。1961年2月1日池上大同合作農場接管鹿野大同合作農場，並精簡組織成立鹿野分場管理。1964年8月20日臺東農場知本分場成立。
1965年1月1日池上大同合作農場全銜更名為「行政院國軍退除役官兵輔導委員會臺東合作農場」，並在隔年7月於關山鎮成立關山、禮農2個自立墾區，安置自謀生活軍士官兵200戶，全場合計142個生產小組，安置容量為3,200人。1966年8月東河合作農場成立。1969年2月知本分場奉命升格獨立為「知本農場」，原屬臺東農場的東河輔導區都蘭3個莊、八里3個莊、美和1個莊、馬蘭3個莊、臺東1個莊，合計11個莊，割併知本農場接管。
1969年10月1日臺東合作農場改名為「臺東農場」並沿用至今。同時修正組織編制，下轄3個輔導區，75個農莊，2個個別農墾及2個自力墾區。1971年12月為擴大場員耕地面積，改善生活，奉准實施土地增配計畫，縮減場員編制為1,075人，編餘土地每一場員增配40%。1972年2月1日接管東河鄉東河農場成立「東河分場」，1978年4月東河分場組織編制精簡。
1978年臺東農場轄有花蓮縣玉里、富里、臺東縣池上、關山、海端、東河等7個鄉鎮的7個墾區，含代管國有林班地的2,302公頃，總土地面積4,915公頃，已開發可利用面積2,718公頃，業務內容為一般農作、果樹、蠶桑、畜牧、魚殖等多項經營。
原隸屬於玉里榮民醫院忠義分院的「長良實驗農場」，於1983年10月1日劃分給臺東農場，並同源城、大禹、以及臺東縣的池上輔導區轄管東竹墾區單獨成立「長良分場」。1987年底退輔會宣布自1988年元月起停止農業安置，並對安置農場滿10年之自任耕作場員實施農地放領，直至2001年底放領辦法廢止前，臺東農場共計放領1,587戶，土地面積1,782餘公頃（含原知本農場及花蓮農場）。
1998年年7月1日「知本農場」組織恢復，並合併到臺東農場中成立「知本分場」，下轄興都、馬蘭、知本、美和、大武等5個墾區；至此臺東農場其下設有鹿野、東河、長良、知本4個分場及1個池上輔導區。2000年7月，因應組織精簡調整，裁撤鹿野、東河、長良等三個分場。2013年11月1日再度配合組織改造，整併「花蓮農場」成立「花蓮分場」，經管面積自2,242餘公頃增加為3,667餘公頃。

## 組織架構
- 場長室
- 副場長室
- 產銷輔導組
- 觀光行政組
- 主計室

## 歷任場長
| 任次 | 姓名   | 就職時間   | 卸任時間   | 備註                 |
| ---- | ------ | ---------- | ---------- | -------------------- |
| 1    | 劉覺乙 | 1953年9月  | 1955年3月  |                      |
| 2    | 任同堂 | 1955年3月  | 1969年1月  | 歷任任期最長之場長。 |
| 3    | 陳美栭 | 1969年11月 | 1971年4月  |                      |
| 4    | 駱鵬   | 1971年4月  | 1972年7月  |                      |
| 5    | 周羽   | 1972年7月  | 1978年12月 |                      |
| 6    | 曾天曙 | 1978年12月 | 1979年4月  | 兼任                 |
| 7    | 魏新恩 | 1979年4月  | 1985年3月  |                      |
| 8    | 張義   | 1985年3月  | 1989年12月 |                      |
| 9    | 劉錫賢 | 1989年12月 | 1992年11月 |                      |
| 10   | 韓覺非 | 1992年11月 | 1996年1月  |                      |
| 11   | 朱中立 | 1996年1月  | 2001年1月  |                      |
| 12   | 來勻德 | 2001年1月  | 2005年8月  |                      |
| 13   | 陳敏男 | 2005年8月  | 2007年9月  |                      |
| 14   | 張海南 | 2007年9月  | 2008年7月  |                      |
| 15   | 鄭仰生 | 2008年7月  | 2013年1月  |                      |
| 16   | 江文平 | 2013年1月  | 2015年1月  |                      |
| 17   | 陳榮信 | 2015年1月  | 2016年1月  | 兼任                 |
| 18   | 何興隆 | 2016年1月  | 2016年9月  |                      |
| 19   | 涂承澤 | 2016年9月  | 2018年1月  |                      |
| 20   | 李梨瑜 | 2018年1月  | 2019年9月  |                      |
| 21   | 張道初 | 2019年9月  |            | 現任                 |

## 事業發展

### 有機農業
臺東農場於2008年起配合中央政府推動「愛台十二建設」中的東部「養生農業與觀光發展方案」，規劃利用花蓮縣玉里鎮長良永安段、臺東縣池上鄉牧野段、鹿野鄉永安段，以及臺東射馬干段等四區土地為有機農業專區。並協調行政院農委會及經濟部水利署於2009及2010年投資新臺幣5,000萬元改善有機農業區內的老舊農水路改善。
目前臺東農場轄下的有機農業專區已有長良轄區151.31公頃、池上轄區8.82公頃、花蓮永安專區151.31公頃、知本分場轄區74.64公頃，以及花蓮分場轄區44.38公頃，有機農業總面積共357.42公頃，成為全臺最大有機農業推廣單位。

### 蠶桑事業
臺東農場蠶桑事業首先於1967年於東河鄉東河合作農場開始輔導場員種植蠶桑，並於1969年於關山耕區設立示範桑園。1971年臺東農場於池上鄉成立蠶種繁殖場，並響應中央政府加速農村建設計畫，於1973年5月開發池上地區50公頃旱地種植蠶桑。並由退輔會與臺東縣的興業食品公司合作成立欣欣蠶業公司，自日本進口蠶絲機設立東部蠶業生產專業區，與池上蠶絲加工廠。
1976年再度從日本引進機械養蠶設備，自此臺東農場擁有繁殖桑苗、種桑養蠶、蠶種繁殖及蠶絲織綢等一貫作業生產線，成為東部最大規模的蠶業生產專業區。臺東農場蠶桑事業於1979年至1985年間為生產事業最高峰，爾後於1989年因應經濟型態改變，蠶桑事業急轉而下，退輔會決議將蠶桑生產線授予日商結束臺東農場蠶桑業務。

### 觀光休憩
臺東農場目前設有池上榮民會館、東河休閒農莊，以及合併花蓮農場後的壽豐榮民會館，提供參訪之榮譽國民及民眾住宿服務。1999年1月臺東農場鑒於長良分場位處花東縱谷中段，又位於東部進入玉山國家公園之主要入口處，逐提出利用長良分場興建長良休閒渡假中心之構想。
2000年12月完長良休閒渡假中心民間參與投資建設先期計畫完成初步規劃，園區內主要劃分成出入口區、文化及國際主題村、會員渡假村、運動休閒區等四大區域，並打算對外招商。2001年9月急2002年8月臺東農場針對長良度假中心開發案召開兩次說明會，卻因受當時大環境經濟不佳影響，業者對於大型遊憩區開發意向漸於保守，最後在2002年9月臺東農場宣告放棄計畫，轉請行政院公共工程委員會協助解除列管長良度假中心用地。

## 外部連結
- （繁體中文）臺東農場官方網站 （页面存档备份，存于）
- 台東農場的Facebook專頁
- 台東農場 - 臺東縣池上鄉公所 （页面存档备份，存于）
- 臺東農場 - 台東觀光旅遊網 （页面存档备份，存于）